# Dongyang (köping)
Dongyang (kinesiska: 东洋, 东洋镇) är en köping i Kina. Den ligger i provinsen Zhejiang, i den östra delen av landet, omkring 210 kilometer sydost om provinshuvudstaden Hangzhou.
Genomsnittlig årsnederbörd är 2 085 millimeter. Den regnigaste månaden är augusti, med i genomsnitt 350 mm nederbörd, och den torraste är januari, med 67 mm nederbörd.